# Kazimierz Kott
Kazimierz Andrzej Kott pseud. „Światowid” , „Dłużewski” (ur. 1919, zm. 1940) – polski działacz konspiracji niepodległościowej podczas II wojny światowej, szef wydziału bojowego, a następnie szef sztabu Polskiej Ludowej Akcji Niepodległościowej (PLAN).

## Życiorys
Pochodził z rodziny żydowskiej. Był synem warszawskiego optyka. W wieku 17 lat przyjął chrzest. Studiował na  politechnice w Liverpoolu. Do kraju wrócił po agresji III Rzeszy na Polskę we wrześniu 1939 roku, aby podjąć działalność konspiracyjną.
Podczas okupacji niemieckiej był szefem wydziału bojowego, a następnie szefem sztabu PLAN. Kierował między innymi akcją na, mającą status Nur für Deutsche, restaurację Adria przy ul. Moniuszki w Warszawie, gdzie rozsypano na sali proszek powodujący torsje w dniu 6 stycznia 1940 roku.
14 stycznia 1940 roku został aresztowany wraz z matką i poddany śledztwu w siedzibie gestapo przy al. Jana Chrystiana Szucha w Warszawie. 17 stycznia 1940 roku zbiegł z gmachu gestapo przy al. Szucha, wyskakując przez okno w toalecie (jako pierwsza i jedyna znana osoba, która dokonała takiej ucieczki). Po jego ucieczce, listy gończe z fotografią Kazimierza Kotta ukazały się w całym Generalnym Gubernatorstwie, a w ramach represji, Niemcy aresztowali 255 mieszkańców Warszawy, głównie ze środowiska inteligencji żydowskiej lub pochodzenia żydowskiego z których większość następnie rozstrzelali w podwarszawskich Palmirach.
Kazimierz Kott po ucieczce wyjechał do Lwowa, gdzie kontynuował działalność konspiracyjną. Schwytany przez NKWD, zginął jesienią 1940 roku.